# Paul-Gerhardt-Kirche (Leipzig-Connewitz)

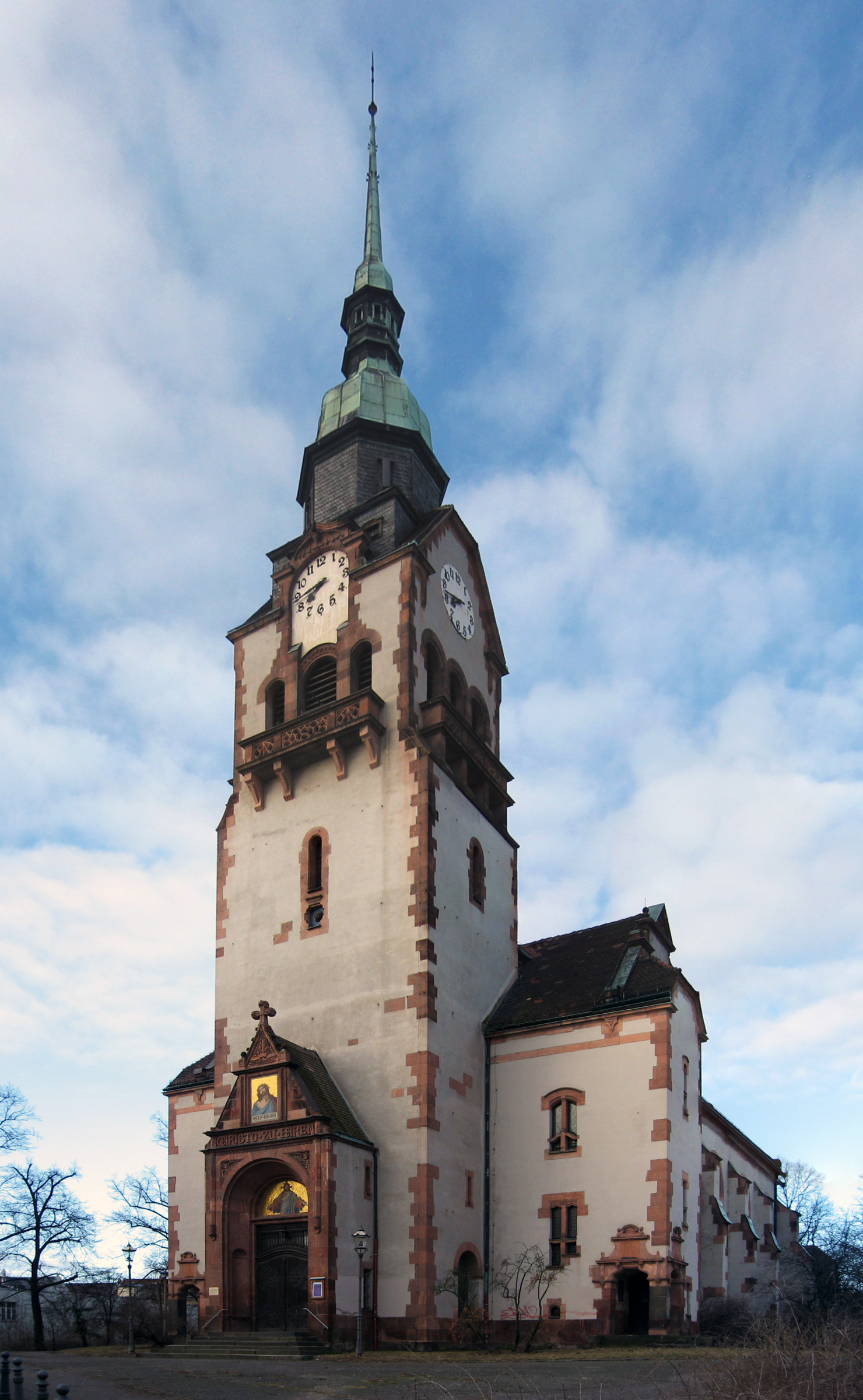
Paul-Gerhardt-Kirche zu Connewitz (2010)

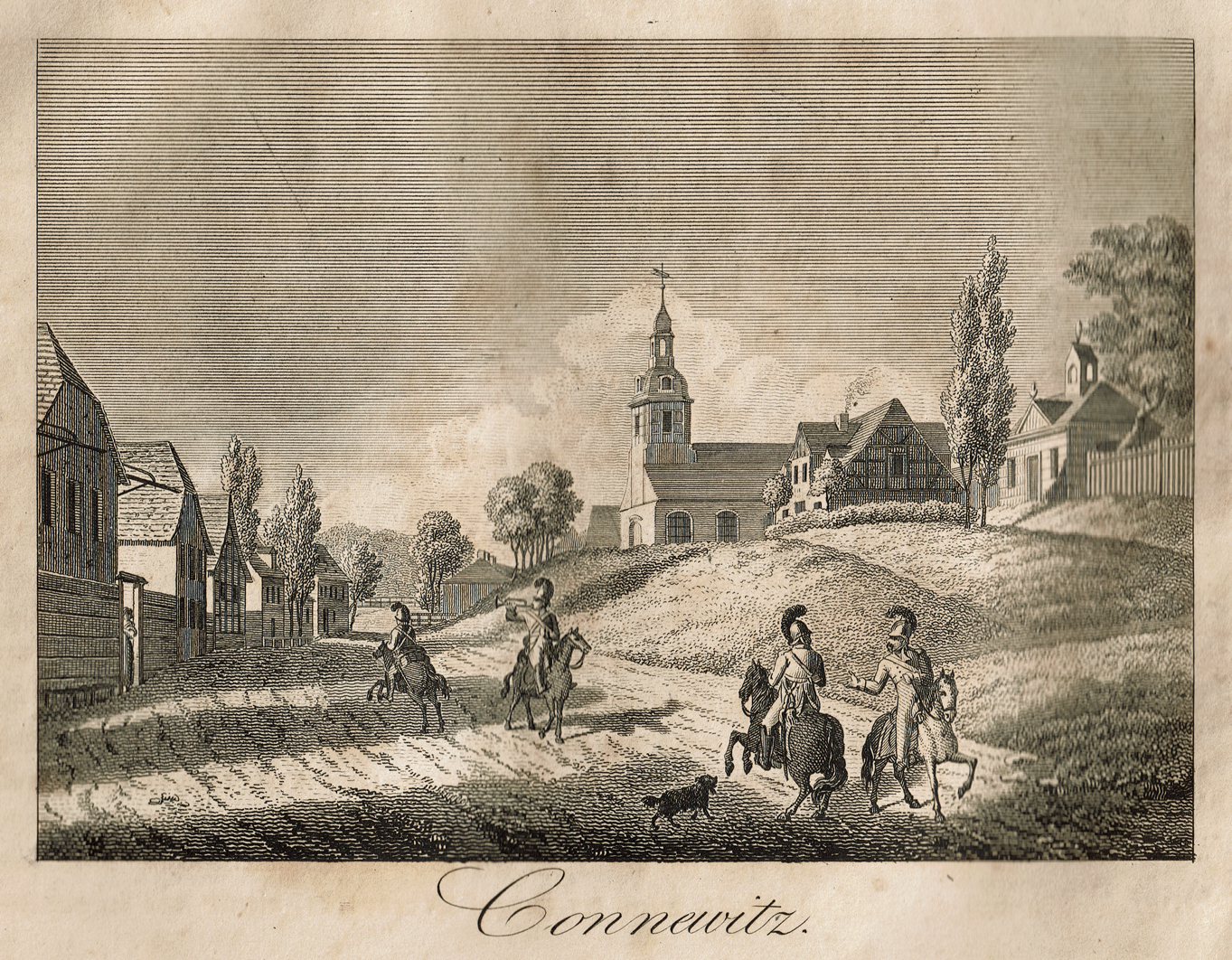
Connewitz mit Kirche im Jahr 1813

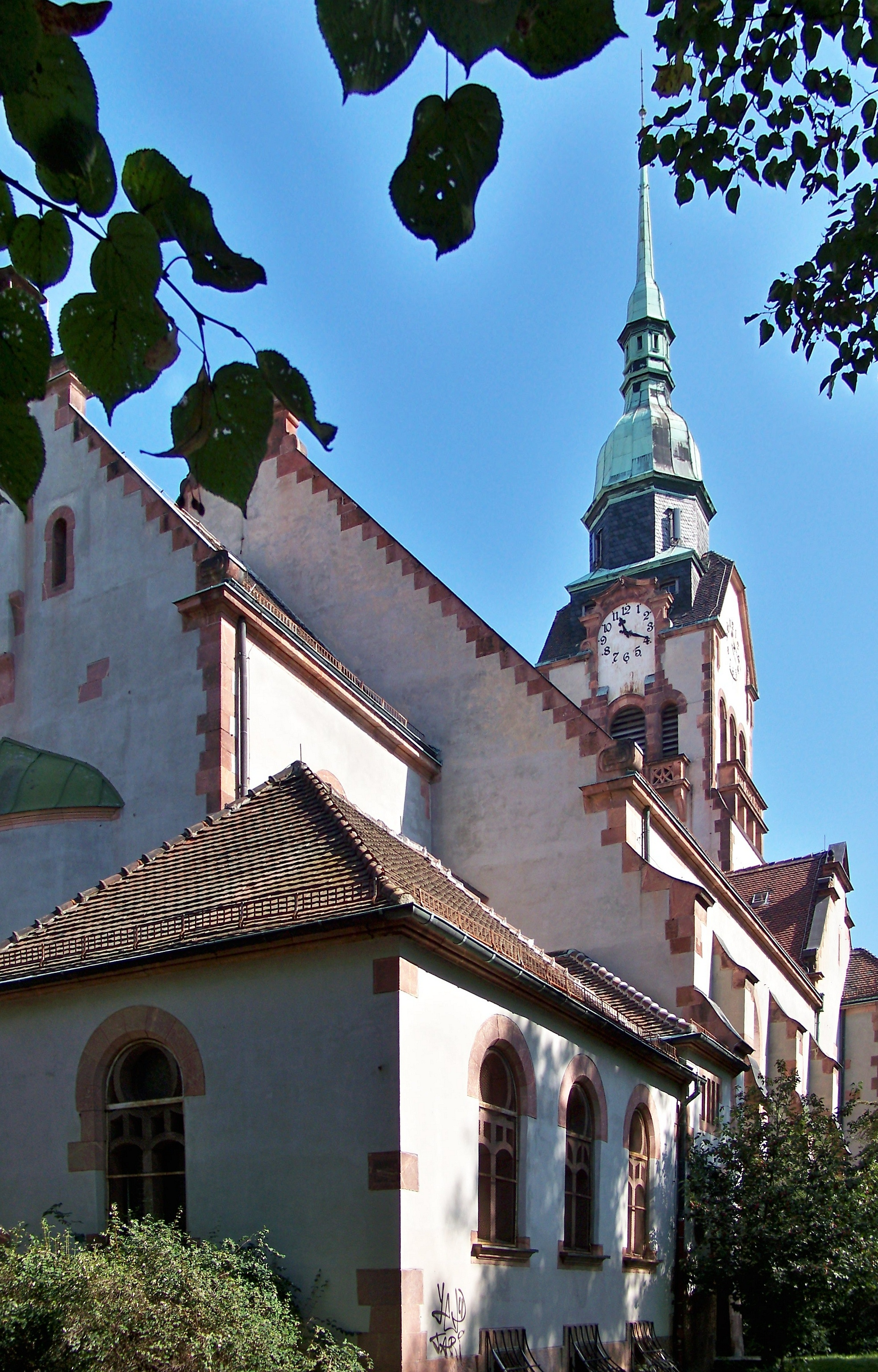
Rückansicht

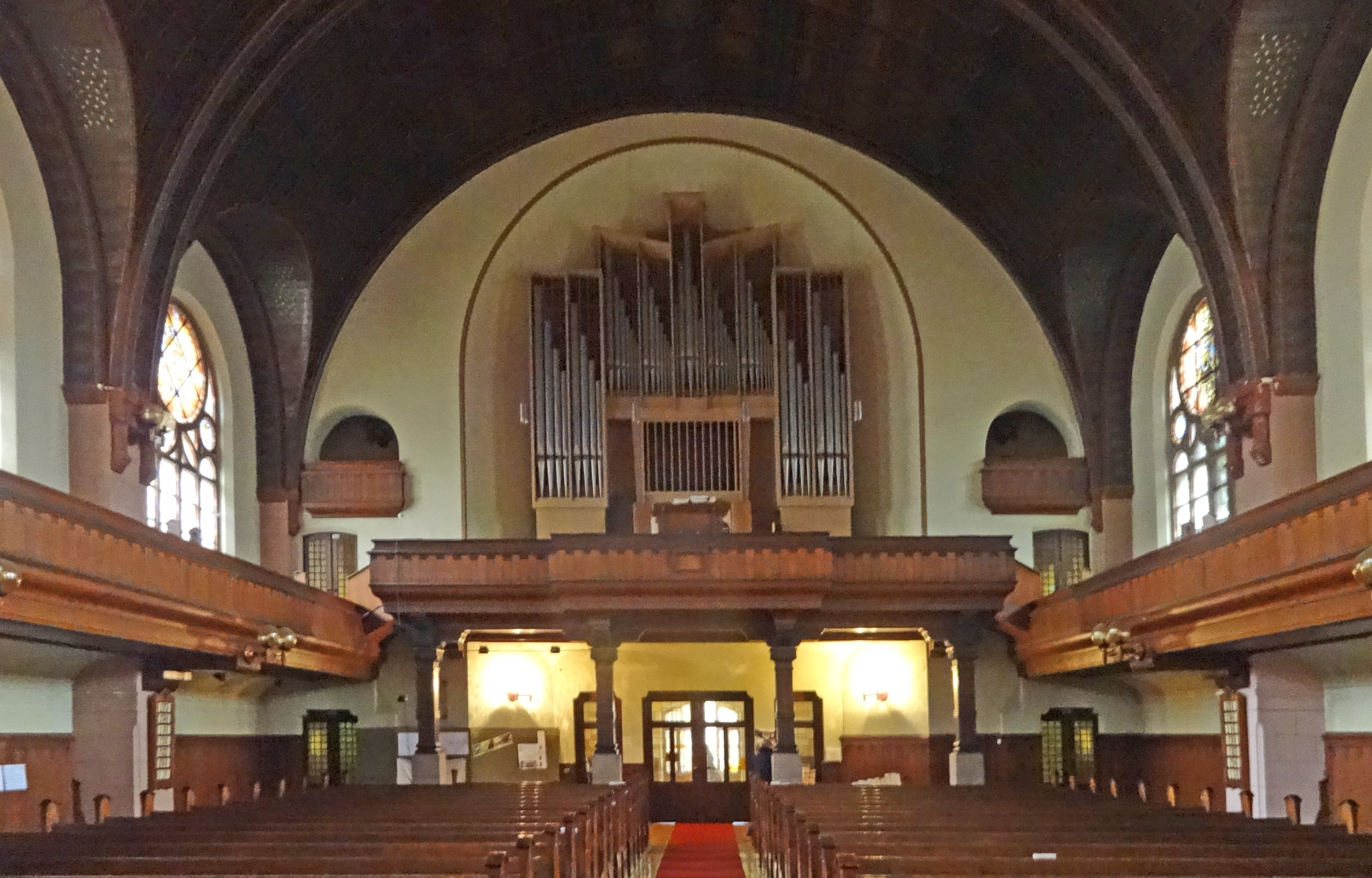
Blick zu Orgel und Empore

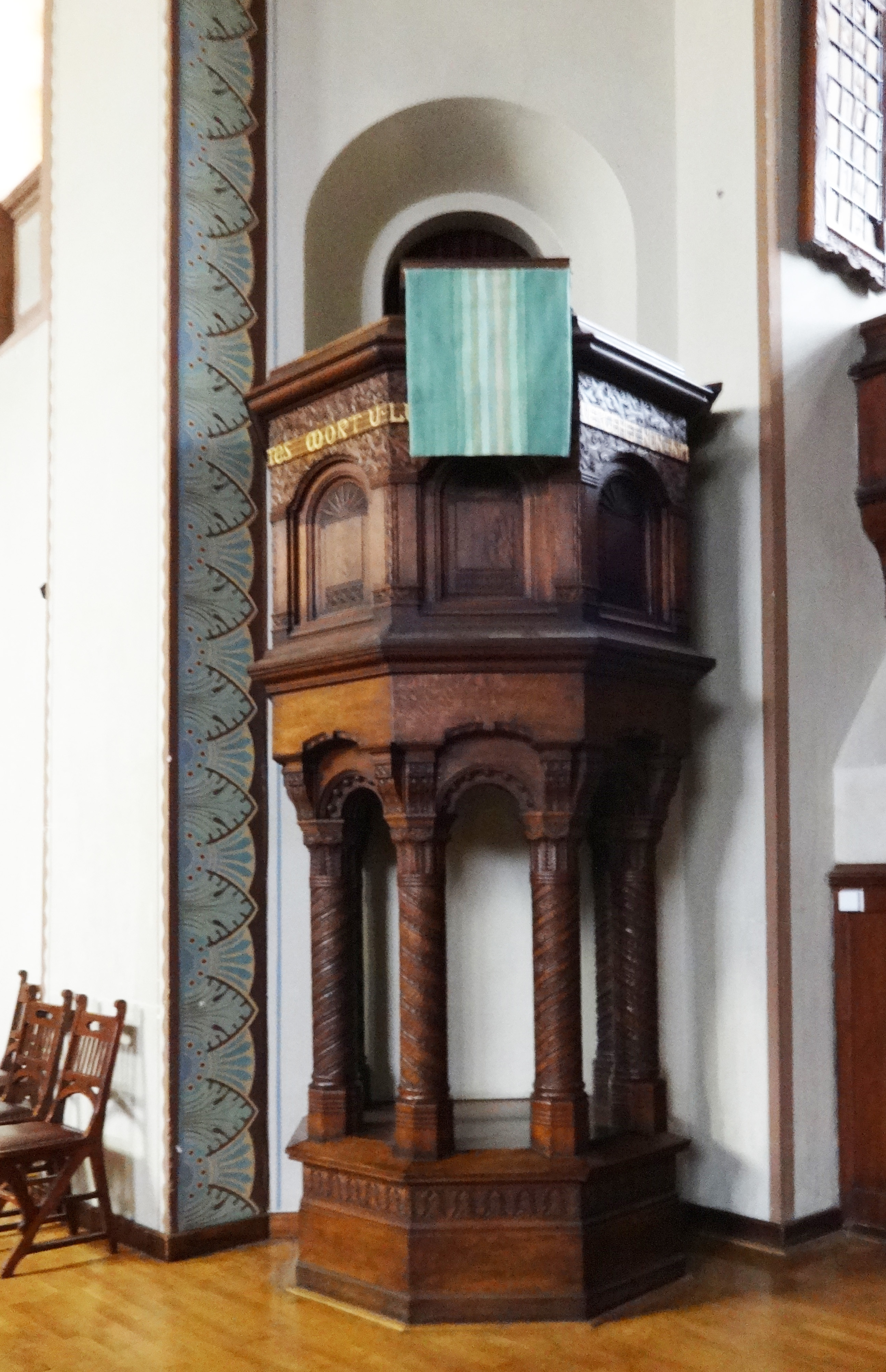
Kanzel

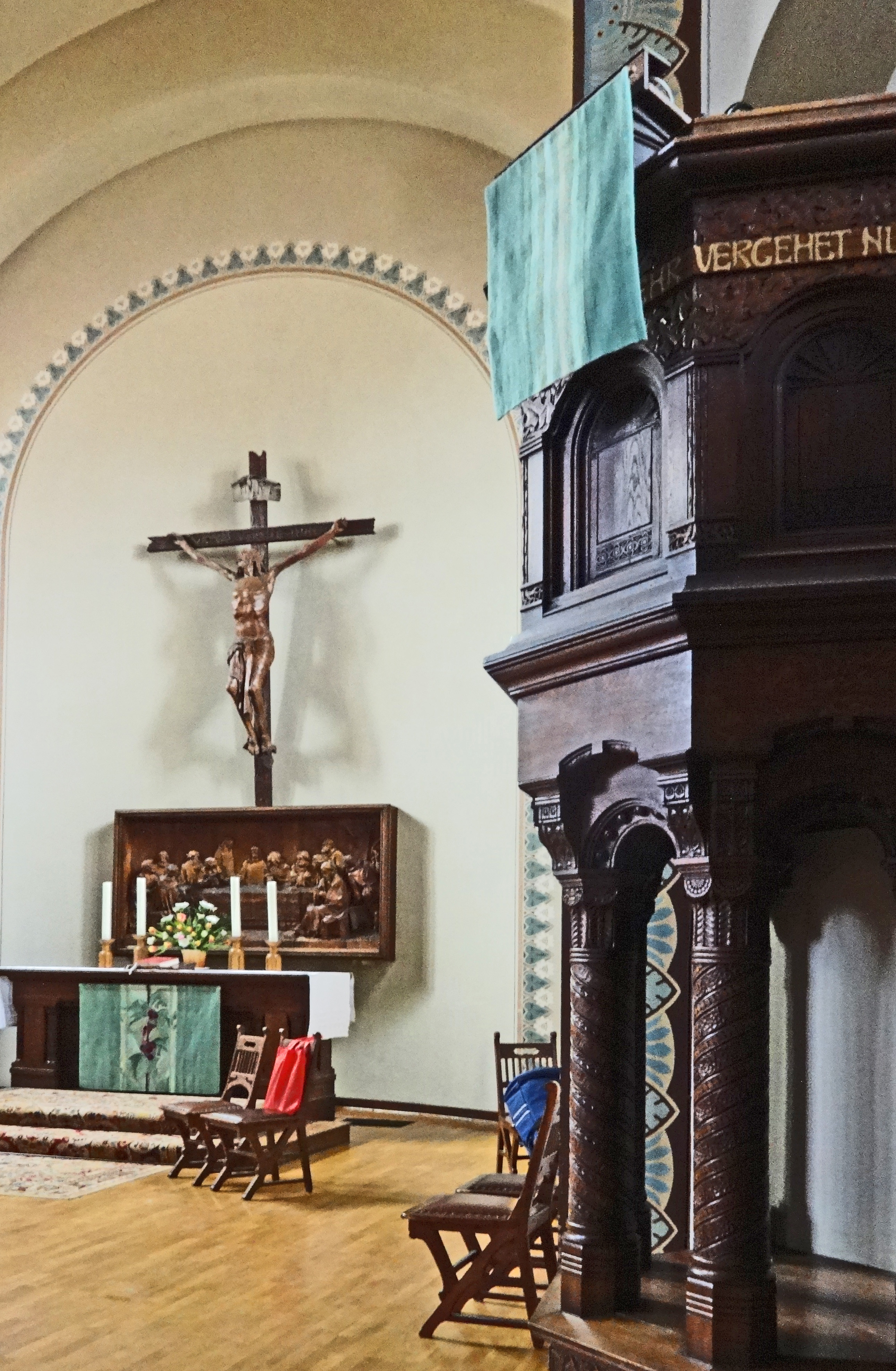
Altar und Kruzifix

Die Paul-Gerhardt-Kirche ist eine evangelisch-lutherische Kirche im Süden der Stadt Leipzig im Ortsteil Connewitz. Sie wurde zwischen 1898 und 1900 erbaut und steht unter Denkmalschutz. Mit ihrem 60 Meter hohen Kirchturm prägt sie maßgeblich das Stadtbild. Seit 1976 wird die Kirche auch regelmäßig als Aufnahmestudio für klassische und kirchliche Musikproduktionen genutzt.

## Vorgeschichte
1756 befand sich am Platz der jetzigen Kirche der erste Friedhof zu Connewitz. In seiner Friedhofskapelle durften nur Begräbnisgottesdienste, Betstunden und Katechismusunterricht gehalten werden.
Am 3. November 1771 erfolgte die Kirchweihe der Connewitzer Kirche, einer spätbarocken Saalkirche auf dem Schulberg mit etwa 280 Sitzplätzen, in der damaligen Königstraße und heutigen Prinz-Eugen-Straße. Sie entstand „in eigenmächtiger Weise“ ohne behördliche Genehmigung, die Kosten brachten die Bürger von Connewitz aus Spenden und Hypotheken auf ihre Connewitzer Grundstücke auf.
Connewitz gehörte damals kirchlich zu Probstheida. 1842 hatte die Connewitzer Gemeinde ihre Selbständigkeit angestrebt. Es dauerte bis zum 7. Oktober 1875, bis es zur Gründung der Kirchgemeinde Connewitz kam.
Der Ort wuchs: Anfang der 1890er-Jahre hatte Connewitz mehr als 10.000 Einwohner, und so wurde die alte Kirche zu klein. Ab 1892 hatte der Kirchenbauverein die Errichtung eines neuen Gotteshauses zum Ziel. Als Bauplatz wurde der westlich des Connewitzer Kreuzes gelegene alte Friedhof gewählt, der seit 1882 nicht mehr belegt wurde.

## Bauwerk und Ausstattung
Den Entwurf für den Kirchbau schuf Julius Zeißig, er orientierte sich dafür an den Formen der deutschen Renaissance. Der erste Spatenstich erfolgte am 4. April 1898, die Grundsteinlegung am 12. Juni 1898, und das Richtfest war am 12. November 1898. Die Kirchweihe wurde am 1. April 1900 gefeiert. Der Abriss der alten Kirche erfolgte 1902.
Nachdem man sich jahrelang auf keinen Namen für die Kirche einigen konnte, ruhte dieses Thema vorerst. Schließlich erhielt der Sakralbau am 24. Oktober 1934 den Namen Paul-Gerhardt-Kirche nach dem bekannten evangelischen Kirchenlieddichter Paul Gerhardt (1607–1676).
Die Kirche steht erhöht in Ost-West-Richtung. Ihr Äußeres besteht aus architektonischen Gliedern aus rötlichem Rochlitzer Porphyr in Kontrast zu verputzten und hell gestrichenen Wandflächen.
An der östlichen Schmalseite steht der 60 Meter hohe Kirchturm mit Hauptportal, geschmückt von zwei Mosaiken. Im Portaltympanon ist der einladende Christus dargestellt, im Giebelfeld der Ecce homo (Seht, was für ein Mensch!) nach dem Gemälde des Italieners Guido Reni aus der Dresdner Galerie.
Die Kirche hat im Kirchenschiff mehr als 500 und auf den Emporen mehr als 150 Plätze. Das Kirchenschiff ist 25 Meter lang und 17 Meter breit. Es wird überspannt von einer hölzernen, mit Schmuckleisten gegliederten Tonnendecke. Diese ist ornamental bemalt von Leipzigs Kunstmaler Paul Edlich.
Das Kirchenschiff hat längs beidseitig jeweils vier große Rundbogenfenster, ihr Maßwerk ist bei allen Fenstern verschieden. Dem Bombenangriff vom 4. Dezember 1943 fielen die mit Seligpreisungen gestalteten Fenster und die Innenausmalung zum Opfer.
Die heutigen Buntglasfenster schuf Leipzigs Maler Alfred Brumme (1891–1967), sie wurden 1954 eingesetzt: Sie dienen der Verkündigung mittels Symbolen, jeweils verknüpft mit einem Liedvers von Paul Gerhardt. Es gibt je ein Paar Weihnachts-, Karfreitags-, Oster- und Pfingstfenster. Die Fenster im Altarraum zeigen die Symbole der Taufe und des Heiligen Abendmahls. Die Fenster in der Vorhalle, 1959 erschaffen von Alfred Brumme, dienen dem Gedächtnis an die Opfer des Zweiten Weltkrieges.
Kunstvoller Mittelpunkt der Kirche ist das Schnitzbild Heiliges Abendmahl, das Joh. 13,34 gewidmet ist. Es stammt wie der Altar und die Kanzel von Leipzigs Holzbildhauer Heinrich Behr. Er orientierte sich an byzantinischen Vorbildern und an einem gemäßigten Jugendstil. Das Abendmahls-Relief entstand 1893 und war zuvor auf der Weltausstellung in Chicago zu sehen, dort erhielt es in der Abteilung Deutsche Kunst den Kunstpreis.

## Jüngere Gegenwart
Seit 2014 gibt es zahlreiche Außen- und Innen-Sanierungsarbeiten am bzw. im Kirchgebäude.

## Aufnahme-Studio
Die Paul-Gerhardt-Kirche Connewitz dient aufgrund ihrer hervorragenden Akustik seit 1976 immer wieder als Aufnahme-Studio für klassische und kirchliche Musik. Innerhalb von 40 Jahren (= Stand: 2016) sind dort Werke und Musikstücke für 360 Schallplatten und/oder CDs aufgezeichnet worden.

## Orgel
Die Orgel im Vorgängerbau stammte von Johann Gottlob Mende (Leipzig) aus dem Jahr 1846.
Die Orgel für diesen Sakralbau schuf Orgelbaumeister Friedrich Ladegast im Jahr 1903, sie hatte 3 Manuale, Pedal, 34 Register und 1886 Pfeifen.
Seit dem 21. April 1974 erklingt eine Schuke-Orgel mit 2 Manualen, Pedal, 28 Register und 2.079 Orgelpfeifen.
Disposition
- I. Manual: 1. Pommer 16', 2. Prinzipal 8', 3. Spillpfeife 8', 4. Oktave 4', 5. Spitzflöte 4', 6. Nasat 2 2/3', 7. Oktave 2', 8. Mixtur 5fach, 9. Zimbel 3fach, 10. Trompete 8'
- II. Manual: 11. Gedackt 8', 12. Rohrflöte 4', 13. Prinzipal 2', 14. Blockflöte 2', 15. Quinte 1 1/3', 16. Oktave 1', 17. Sesquialter 2-3fach, 18. Scharf 4fach, 19. Regal 8',Tremulant
- Pedal: 20. Prinzipal 16', 21. Subbaß 16', 22. Oktave 8', 23. Baßflöte 8', 24. Rohrpommer 4', 25. Mixtur 6fach, 26. Posaune 16', 27. Trompete 8', 28. Feldtrompete 4'
- Koppeln: II/I, I/P, II/P
- Nebenregister: Schweller zum II. Manual

## Geläut
Bis zur kriegsbedingten Glockenabnahme der Bronze-Kirchenglocken aufgrund der verordneten Metallspende des deutschen Volkes am 2. Dezember 1941 hatte die Paul-Gerhardt-Kirche ein Glockengeläut in reinem C-Dur-Dreiklang.
Das jetzige Bronzegeläut wurde am 1. Juli 1956 geweiht. Die Glockengießerei Schilling Apolda lieferte zunächst nicht die gewünschte Tonlage der Glocken: Wegen der zu hohen Stimmung der drei großen Glocken wurde die kleine Glocke neu gegossen und im Dezember 1956 ersetzt.
Die Glocken mit den Tönen f′ +2, as′ -1, b′ +5 und des″ -5 haben einzelne Gewichte von 960, 533, 362 bzw. 179 kg, die unteren Durchmesser betragen 1158, 957, 858 bzw. 684 mm.
Ihre Inschriften lauten:
- Große Glocke: LASSET EUCH VERSOEHNEN MIT GOTT | Kreuz mit Weltkugel (2. Kor 5, 20) sowie: AD 1956 GEGOSSEN FÜR DIE IM KRIEGE 1939–1945 GENOMMENEN GLOCKEN
- Glocke 2: SUCHET WAS DROBEN IST, DA CHRISTUS IST | Chi Rho – Christusmonogramm (Kol 3, 1)
- Glocke 3: FREUET EUCH, DASS EURE NAMEN IM HIMMEL GESCHRIEBEN SIND | Ankerkreuz (Lk 10, 20b)
- Kleine Glocke: HALTET AN AM GEBET | Opferschale mit Kreuz (Röm 12, 12; Kol 4, 2)[7]

## Pfarrer
Das Verzeichnis pfarrerbuch.de listet für diese Kirche vier Stellen auf: 1. Stelle (Pfarrer), 2. Stelle (1. Diakon), 3. Stelle (2. Diakon, bis 1903 Hilfsgeistlicher) sowie 4. Stelle (3. Diakon, bis 1927 Hilfsgeistlicher). Die Kirchgemeinde listet zeitweise vier Pfarrer zeitgleich auf:
Pfarrer (1. Stelle)
- 1875–1887: Müller, Rudolph (1830–1887)
- 1887–1914: Hasse, Martin (1852–1915)
- 1914–1933: Ranft, Adolf (1866–1936)
- 1933–1943: Behrend, Walter (1890–1947)
- 1945–1947: Zeuschner, Kurt (1879–1949)
- 1948–1958: Kruspe, Friedrich (1905–1980)
- 1958–1970: Schulze, Siegfried (1914–2005)
- 1971–1974: Franke, Joachim, Dr. (1934–1975)
- 1975–1992: Hermann, Johannes, Dr. (* 1931)
- 1993–2002: Seidel, Ulrich, Dr. (* 1951)
- 2003–2015: Junghans, Reinhard, Dr. (* 1960)
- 2015–dato: Reichl, Christoph (* 1971)[9]